# Donna di Huldremose

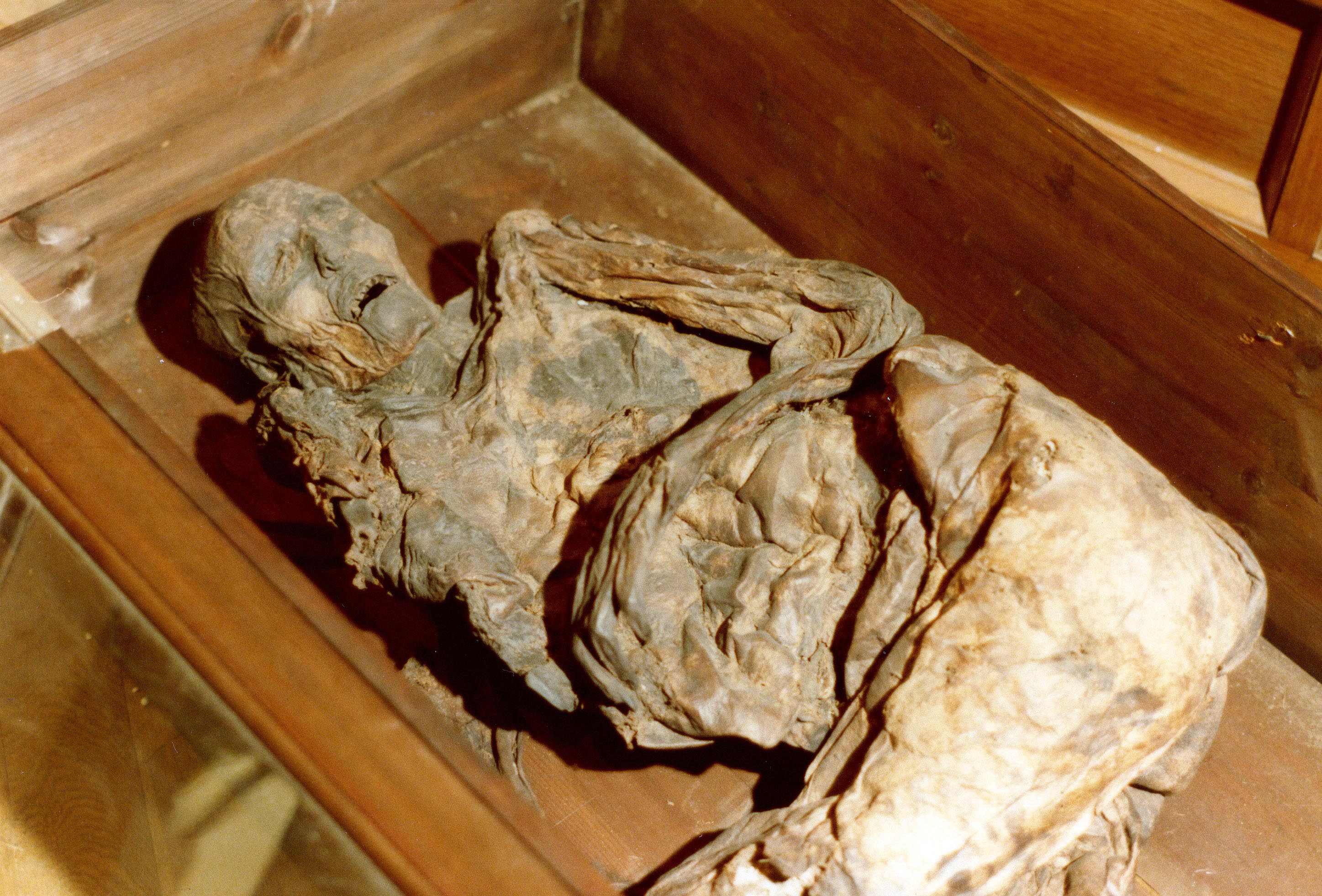
La Donna di Huldremose.

La Donna di Huldremose è una mummia di palude rinvenuta nel 1879 in una torbiera nelle vicinanze di Ramten, un quartiere di Århus, Danimarca. La mummia è conservata nel Museo Nazionale Danese di Copenaghen, ma non è stata ancora mostrata pubblicamente. Ricostruzioni dei suoi vestiti sono visibili in diversi musei, tra questi uno è il museo di Silkeborg.

## Ritrovamento
Il corpo venne rinvenuto il 15 maggio 1879, durante l'estrazione della torba, da alcuni operai ingaggiati da Niels Hansen, i quali informarono subito il professore Nissen, appassionato di archeologia, il quale fece sospendere i lavori. Successivamente con la presenza dell'ufficiale giudiziario di Grenaa, un farmacista ed un ufficiale di polizia si proseguì al recupero della mummia.
Il corpo della donna giaceva ad una profondità di circa un metro nella torba, con le gambe ripiegate ed appesantita con un ramo d'albero; oltre al corpo vennero ritrovati abiti in lana e una pelle di pecora. Prima che la donna venisse gettata nella palude, il suo braccio destro venne quasi separato dal corpo.
Nissen portò la mummia in un fienile, ove si accinse a ripulirla utilizzando un bisturi, mentre i vestiti vennero lavati e stesi ad asciugare all'aria aperta. Questa operazione permise di conservare i vestiti apparentemente senza danni.
L'ufficiale sanitario Steenberg scrisse una relazione al Museo Reale delle Antichità Nordiche di Copenaghen e promise di inviare i vestiti rinvenuti dopo il loro essiccamento. Il corpo della donna venne invece tumulato nel cimitero della chiesa di Ørum. Ma il museo richiese la spedizione anche della mummia, pertanto due giorni dopo la sepoltura, la donna venne riesumata e sistemata nella camera mortuaria dell'ospedale di Grenaa. Il 4 giugno 1879 la mummia venne spedita al museo di Copenaghen tramite un battello a vapore.

## Esami sul corpo
La Donna di Huldremose, al momento della morte, aveva circa 40 anni. L'esame del contenuto dello stomaco ha dimostrato che l'ultimo pasto della donna fu a base di segale e stellaria, il che suggerisce che l'ultimo pasto della donna sia stato del pane o del porridge. L'esame al radiocarbonio ha dimostrato che la donna morì nel II secolo a.C.

## Vestiario
La Donna di Huldremose indossava due mantelli in pelle di pecora. Il più lungo dei due, realizzato con pelli dai colori diversi, aveva il pelo rivolto verso l'esterno mentre il più corto aveva il pelo rivolto verso l'interno. Il collo e la testa erano avvolti da una sciarpa di lana decorata a scacchi e tenuta ferma da uno spillo realizzato con ossa di uccello, mentre sui capelli aveva probabilmente un fazzoletto lungo circa 75cm. Le gambe erano coperte da una lunga gonna di lana, dal tessuto simile al plaid e tenuta ferma in vita da una cintura in cuoio. Non è stata rinvenuta nessuna camicia, ma questo potrebbe indicare che l'indumento non si è conservato nella palude, specialmente se fatto di fibre vegetali come il lino. La donna aveva con sé anche un pettine d'osso lungo 9cm circa decorato con perle di ambra.